# W łóżku z Madonną
W łóżku z Madonną (tyt. oryg. Truth or Dare oraz In Bed with Madonna) – amerykański film dokumentalny z 1991 roku.

## Informacje ogólne
Produkcja przedstawia Madonnę w trakcie skandalicznej trasy koncertowej Blond Ambition World Tour, jaka miała miejsce wiosną i latem 1990 roku. W filmie zawarte są kontrowersyjne materiały zza kulis oraz fragmenty występów. Premiera obrazu odbyła się na Festiwalu Filmowym w Cannes (poza konkursem).
Film okazał się dużym sukcesem kasowym (29 milionów dolarów zysku) i zebrał także pozytywne opinie krytyków.

## Obsada
- Madonna
- Al Pacino
- Warren Beatty
- Antonio Banderas
- Christopher Ciccone[1]